# 巴库里图巴
巴库里图巴是巴西马拉尼昂州的一个市镇。总面积674.512平方公里，总人口5434人，人口密度8.1人/平方公里。